# White frost
White frost (letterlijk vertaald: witte rijp) is een term uit de scheepvaart. Het betreft ijsafzetting op schepen als gevolg van overkomend zeewater. Dit is het tegengestelde van black frost, een zeer snelle afzetting van ijs op de bovenbouw van masten van schepen als gevolg van nevel, mist of (onderkoelde) motregen. White frost levert veel witter ijs op dan black frost.